# Данилово (Кічменгсько-Городецький район)
Дани́лово (рос. Данилово) — присілок у складі Кічменгсько-Городецького району Вологодської області, Росія. Входить до складу Кічмензького сільського поселення.

## Населення
Населення — 52 особи (2010; 54 у 2002).
Національний склад (станом на 2002 рік):
- росіяни — 100 %